# Målilla med Gårdveda församling
Målilla med Gårdveda församling är en territoriell församling inom Svenska kyrkan i Smålandsbygdens kontrakt av Linköpings stift. Församlingen ingår i Aspelands pastorat och ligger i Hultsfreds kommun i Kalmar län.
Församlingskyrka är Målilla-Gårdveda kyrka. Gårdveda kapell står där den gamla kyrkan för Gårdveda församling stod.

## Administrativ historik
Församlingen har medeltida ursprung under namnet Målilla församling. 1830 införlivades Gårdveda församling och det nuvarande namnet antogs där församlingarna tidigare bildat pastoratet Målilla och Gårdveda. Den sammanslagna församlingen har sedan från 1830 till 2014 utgjort ett eget pastorat. Från 1937 till 1962 var församlingen uppdelad i två kyrkobokföringsdistrikt: Målilla kbfd (081701) och Gårdveda kbfd (081702). Från 2014 ingår församlingen i Aspelands pastorat.

## Kyrkoherdar
| Ämbetstid | Namn                          | Levnadstid | Övrigt                                        |
| --------- | ----------------------------- | ---------- | --------------------------------------------- |
| 1517–1522 | Laurentius Giöthe             |            |                                               |
| 1569–1602 | Ericus Nicolai                | –1602      |                                               |
| 1603–1612 | Nicolaus Benedicti            | –1612      |                                               |
| 1613–1625 | Hemmingus Petri               | –1625      | Kontraktsprost.                               |
|           | Benedictus Orosander          |            | Senare kyrkoherde i Hallingebergs församling. |
| 1631–1666 | Johannes Benedicti Phœnix     | 1586–1666  |                                               |
| 1667–1682 | Johannes Johannis Phœnix      | 1631–1704  | Senare kyrkoherde i Vimmerby stadsförsamling. |
| 1682–1694 | Siggo Olai Ljungman           | –1694      |                                               |
| 1695–1712 | Jacobus Petri Mörling         | –1712      |                                               |
| 1714–1737 | Nicolaus Cantelius            | 1671–1737  |                                               |
| 1739–1743 | Nils Agelin                   | –1743      |                                               |
| 1744–1753 | Magnus Ramstedt               | 1690–1753  |                                               |
| 1755–1762 | Erik Wigren                   | 1706–1762  |                                               |
| 1764–1766 | Johan Rothstein               | 1716–1766  |                                               |
| 1767–1778 | Jonas Grönberg                | 1718–1778  |                                               |
| 1779–1783 | Erik Ramstedt                 | 1727–1783  |                                               |
| 1784–1812 | Lars Bernhard Hult            | 1735–1812  | Kontraktsprost.                               |
| 1815–1825 | Lars Wallander                | 1757–1825  |                                               |
| 1828–1830 | Christian Wilhelm Wiesendorff | 1771–1830  |                                               |
| 1834–1842 | Daniel Joachim Dahlberger     | 1776–1842  |                                               |
| 1843–1868 | Nils Wilhelm Frösén           | 1803–1868  | Kontraktsprost.                               |
|           | Klas Johan Cnattingius        |            | Senare kyrkoherde i Gistads församling.       |
| 1881–1887 | Carl Waldemar Forsselius      | 1824–1887  | Kontraktsprost.                               |
| 1889–1920 | Karl August Ydén              | 1843–1924  |                                               |
| 1920–     | Ture Harald Aspegren          | 1886–      |                                               |
| 1975–1984 | Curt Lundström                | 1929–      | [ 7 ]                                         |

## Klockare och organister
| Ämbetstid | Namn              | Levnadstid | Kommentarer            |
| --------- | ----------------- | ---------- | ---------------------- |
| 1715–1720 | Erik Gudmundsson  |            | Klockare.              |
| 1717–1728 | Erik Ersson       |            | Organist.              |
| 1729–1754 | Erik Molin        | 1697–1754  | Organist.              |
| 1754–1799 | Erik Molin        | 1734–1799  | Organist och klockare. |
| 1799–1822 | Petter Bergstrand | 1757–      | Klockare och organist. |